# USS Laffey (DD-459)
USS Laffey (DD-459) – amerykański niszczyciel typu Benson o wyporności 1 839 ton, służący w amerykańskiej marynarce wojennej w latach 1941–1942.
Stępkę pod okręt położono 13 stycznia 1941 roku w stoczni Bethlehem w San Francisco, gdzie został zwodowany 30 października 1941 roku. 31 marca 1942 roku jednostka została przyjęta do służby w US Navy pod nazwą USS Laffey (DD-459). Okręt służył następnie w operacjach Task Force 18 na Pacyfiku. Po zatopieniu amerykańskiego lotniskowca USS „Wasp” (CV-7), prowadził akcje ratowania rozbitków, których dostarczył na wyspę Espiritu Santo. Swoją pierwsza operację bojową przeprowadził biorąc udział w bitwie koło przylądka Ésperance, w październiku 1942 roku. Przeprowadził wówczas pojedynek artyleryjski z japońskim krążownikiem „Aoba”.
W listopadzie 1942 roku płynąc w zespole niszczycieli i krążowników, wpadł w silny zespół japońskich okrętów nawodnych, z dwoma pancernikami w składzie. W pojedynku artyleryjskim na bezpośrednim dystansie, ostrzelał bojowe stanowisko dowodzenia krążownika liniowego „Hiei”, ciężko raniąc dowodzącego zespołem wiceadmirała Hiroaki Abe oraz zabijając jego szefa sztabu. Otoczony przez dwa ciężkie okręty liniowe – „Hiei” i „Kirishima” – oraz dwa niszczyciele, prowadził ogień artyleryjski do wszystkich celów, zanim został trafiony pociskiem 356 mm z „Hiei”, który rozbił jego maszynownię. Po będącej skutkiem tego utracie ruchu, okręt został trafiony torpedą co spowodowało duży przechył okrętu. Chwilę po otrzymaniu przez załogę rozkazu opuszczenia okrętu, jednostka została rozerwana przez eksplozję własnych bomb głębinowych, prawdopodobnie skutkiem trafienia kolejnym ciężkim pociskiem lub torpedą. Na okręcie śmierć poniosło wówczas 59 z 247 członków załogi w tym rejsie. Za postawę w bitwie pod Guadalcanalem, USS „Laffey” został wyróżniony Presidential Unit Citation – najwyższym amerykańskim odznaczeniem bojowym przyznawanym jednostkom wojskowym, oraz sześcioma Battle Stars